# Costur
Costur ist eine Gemeinde (municipio) mit 535 Einwohnern (Stand: 2024) in der Provinz Castellón der Autonomen Gemeinschaft Valencia in Spanien. Neben dem Hauptort Costur besteht die Gemeinde aus der Ortschaft Mas d'Avall und dem Neubaugebiet La Lloma Blanca.

## Geografie
Costur liegt etwa 20 Kilometer nordwestlich von Castellón de la Plana in einer Höhe von ca. 465 m.

## Bevölkerungsentwicklung
| Jahr      | 1970 | 1981 | 1991 | 2001 | 2011 | 2021 |
| Einwohner | 567  | 501  | 482  | 466  | 594  | 532  |

## Sehenswürdigkeiten

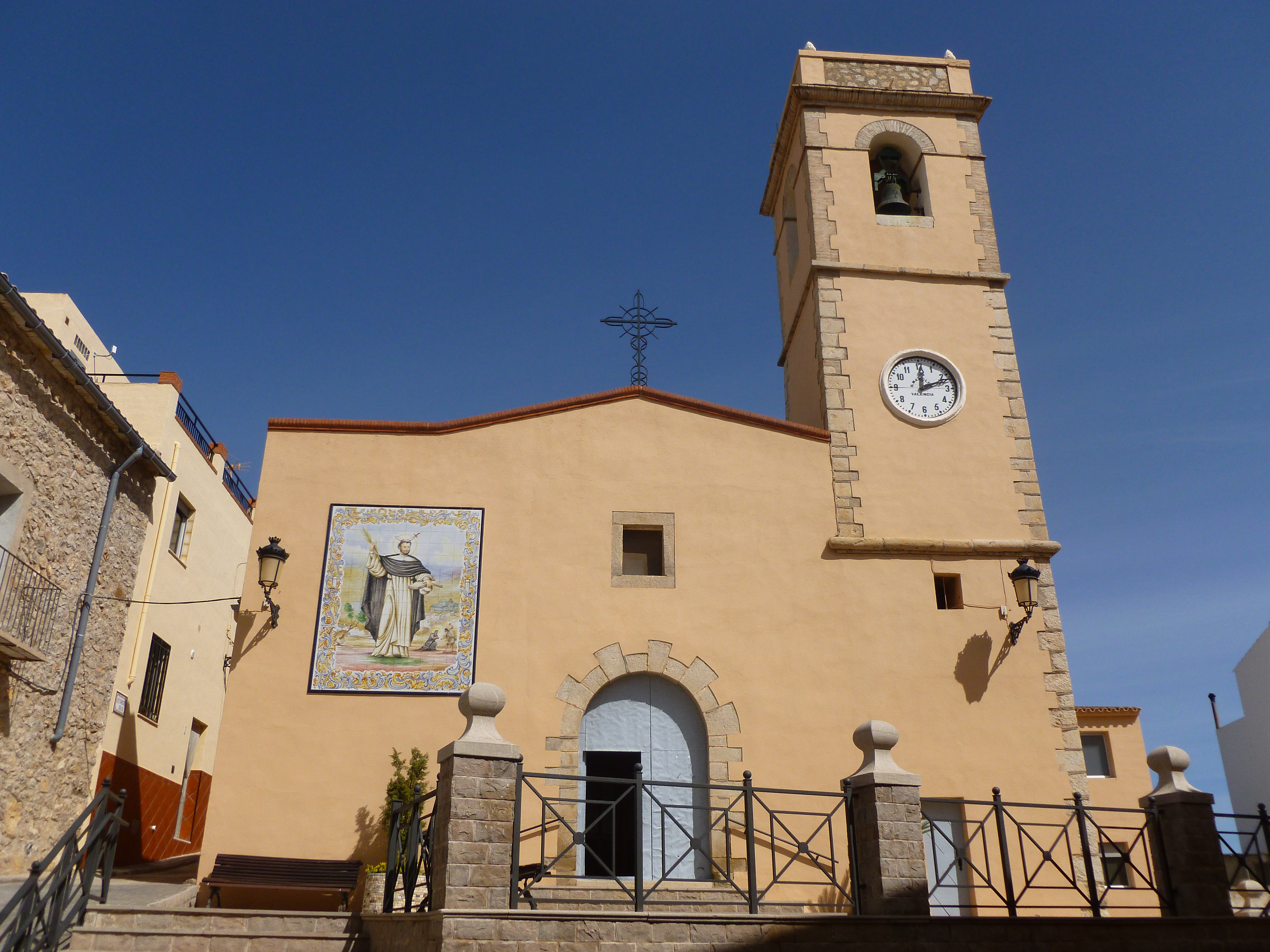
Peterskirche
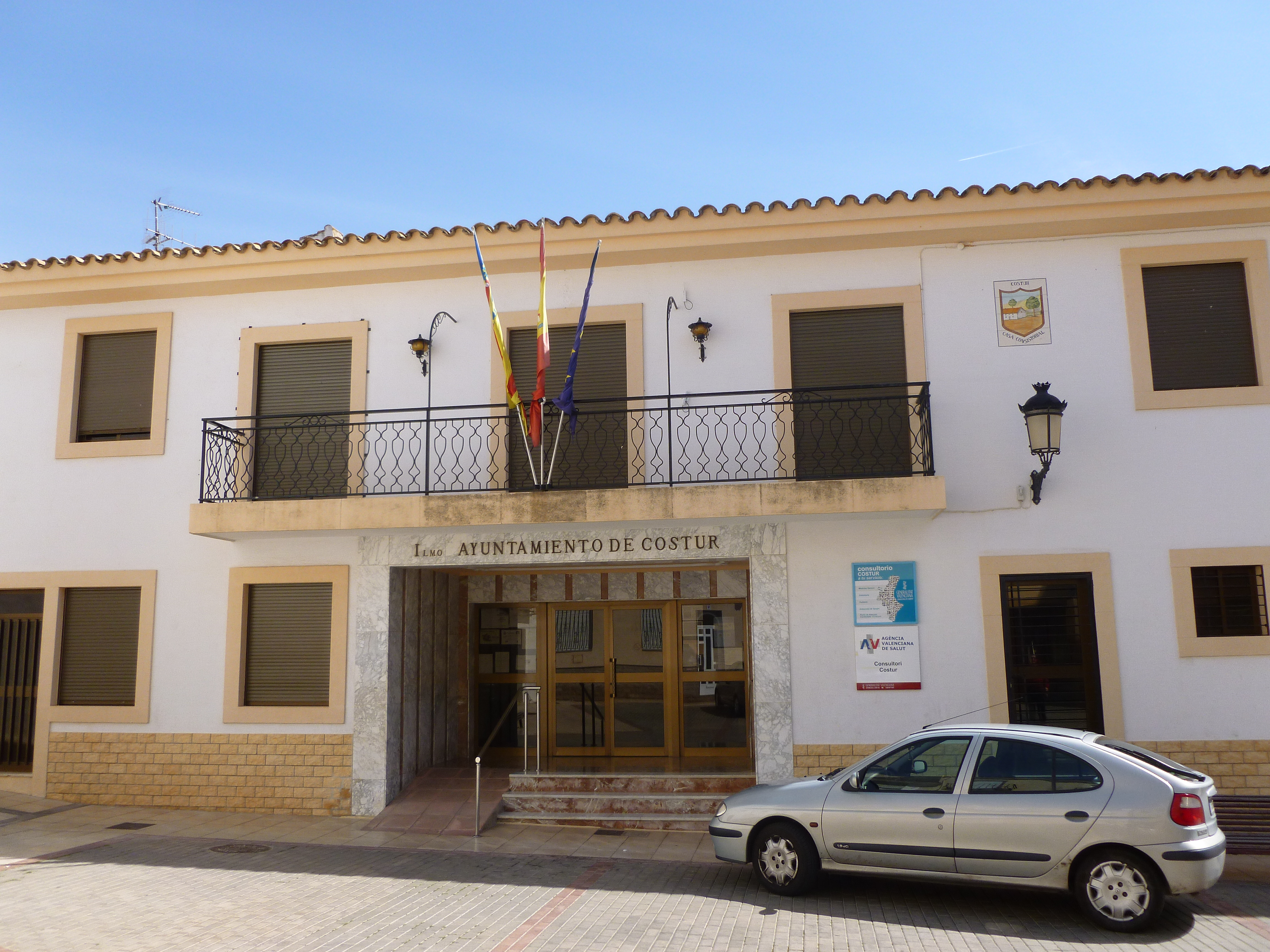
Rathaus

- Peterskirche
- Rathaus